# Hanne Sørvaag
Hanne Margrethe Fredriksen Sørvaag (Stavanger, 27 dicembre 1979) è una cantante e cantautrice norvegese.
Pubblica il suo primo album sotto il nome di Paris: You Know Me, distribuito da Columbia Records e Sony Music. In seguito inizia a pubblicare album con il suo nome di battesimo: esce Talk of the Town (Diamond Road), seguono tre album per la Da Works (Cover Me è nono in Norvegia) prima di Featuring, distribuito da Grappa nel 2016.

## Discografia
Album in studio
- 2002 - You Know Me (come Paris)
- 2009 - Talk of the Town
- 2010 - Cover Me
- 2012 - All is Forgiven
- 2013 - Christmas Lights
- 2016 - Featuring